# Cheiracanthium impressum
Cheiracanthium impressum là một loài nhện trong họ Miturgidae.
Loài này thuộc chi Cheiracanthium. Cheiracanthium impressum được Tord Tamerlan Teodor Thorell miêu tả năm 1881.